# Einherjar

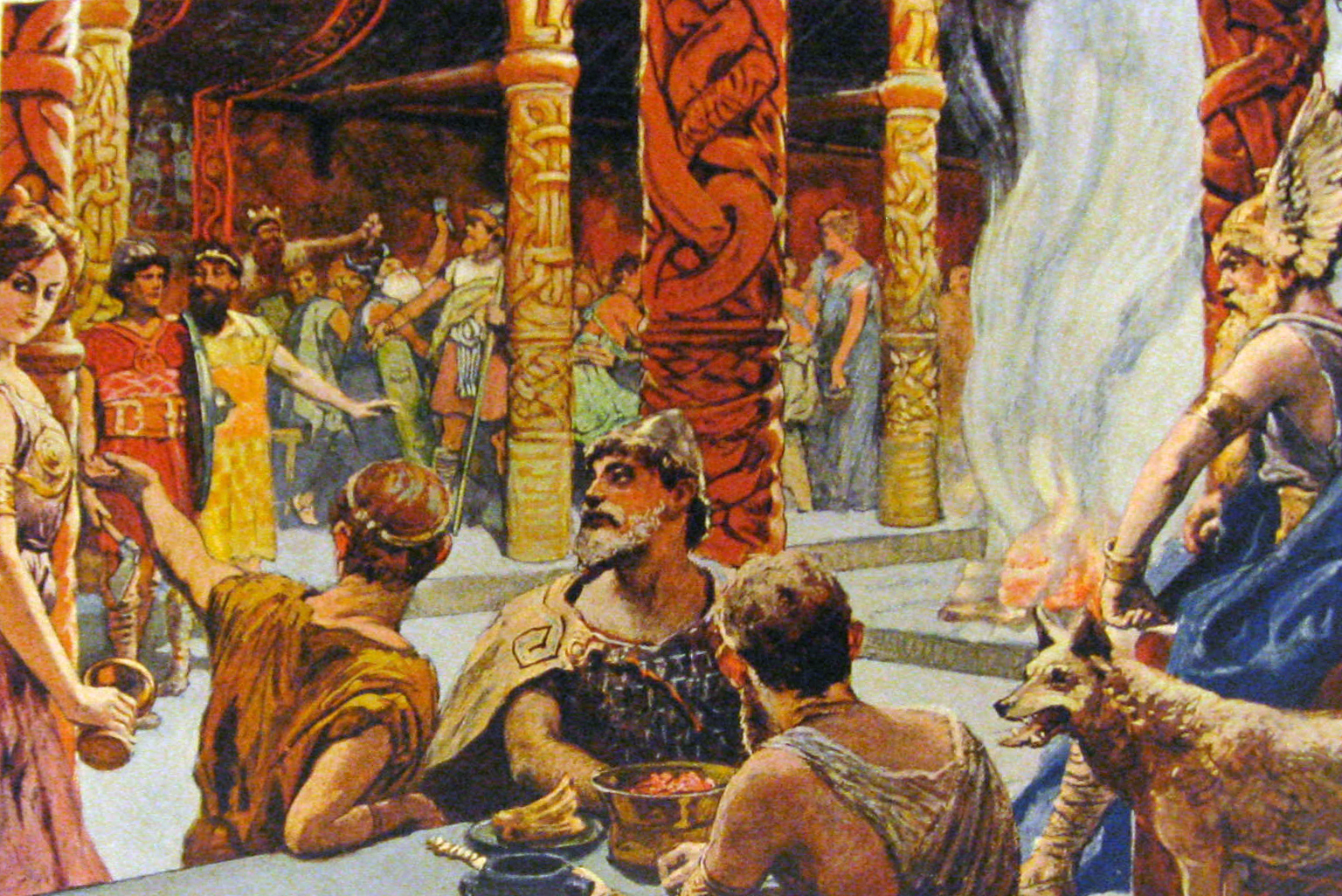
Emil Doepler, Walhall

Nella mitologia norrena, gli einherjar o einheriar erano gli spiriti dei guerrieri che erano morti combattendo molto valorosamente in battaglia.

## Etimologia
Il nome in norreno si potrebbe rendere con "soldato-in-armata". Il singolare della parola sarebbe einherji, la cui etimologia deriverebbe dal Germanico popolare aina-harj-arja.
È spesso interpretato come "combattente notevole", ma potrebbe significare inoltre "coloro che combattono [ora] in una sola armata", poiché quando erano vivi sulla Terra erano divisi fra varie bande ed eserciti, ma ora che sono morti sono tutti riuniti per un'unica causa, il Ragnarǫk. L'etimologia è la stessa del nome proprio di persona Einar.

## Ruolo nella mitologia norrena
Dopo che erano morti, le Valchirie scortavano metà dei caduti nel campo di battaglia nel Valhalla (questa metà è composta da "einherjar"), che fa parte del Paradiso norreno. L'altra metà viene condotta a Sessrúmnir, il luogo di Freia. Il Grimnismál descrive il Valhalla come un edificio con 540 porte e attraverso ognuna di queste possono marciare contemporaneamente affiancati 800 guerrieri. Questo per rendere l'idea della mole del Valhalla e del numero di einherjar.
Ogni giorno sono svegliati da Gullinkambi, un gallo, e marciano fino al grande campo Idavoll, nel cuore di Ásgarðr per scontrarsi l'uno con l'altro in un combattimento. Alla fine della giornata, quando sono tutti fatti a pezzi, salvo pochi, miracolosamente guariscono e ritornano nel Valhalla, dove Andhrímnir, il cuoco degli dei, ha preparato un pasto per ciascuno di loro dal maiale di Sæhrímnir, che rinasce ogni giorno, e idromele, fatto con il latte di Heiðrún, una capra che si nutre delle foglie di Yggdrasill.
Gli einherjar allora trascorrono tutta la notte in festa con le adorabili valchirie finché non cadono addormentati, ubriachi. E così non si ricordano mai delle loro esperienze quotidiane con questa forte inebriazione. Tutti gli einherjar combattono tutti i giorni, tutti gli anni, per essere un contributo fondamentale alle forze degli Asi durante i Ragnarǫk, quando Odino li chiamerà per combattere le forze di Hel e i giganti, nella battaglia finale dove quasi tutti scompariranno.